# Acrostolia
Acrostolia es un género de musgos hepáticas perteneciente a la familia Aneuraceae. Comprende 4 especies descritas:

## Taxonomía
El género fue descrito por  Barthélemy Charles Joseph Dumortier y publicado en Recueil d'Observations sur les Jungermanniacées 26. 1835.

## Especies aceptadas
A continuación se brinda un listado de las especies del género Acrostolia aceptadas hasta diciembre de 2014, ordenadas alfabéticamente. Para cada una se indica el nombre binomial seguido del autor, abreviado según las convenciones y usos. 
1. Acrostolia alata (Gottsche & Rabenh.) Trevis.
2. Acrostolia brevifolia (Gottsche) Trevis.
3. Acrostolia javanica Gottsche ex Trevis.
4. Acrostolia virgata (Gottsche) Trevis.